# Frederik Vilhelm Mansa
Frederik Vilhelm Mansa, född den 29 januari 1794, död den 1 oktober 1879, var en dansk läkare, son till Johan Ludvig Mansa, bror till Jacob Henrik Mansa.
Mansa tog kirurgisk examen 1818 och blev militärläkare 1825. 1834-45 stod han därjämte i spetsen för ett ortopediskt institut i Köpenhamn och var 1845-64 stabsläkare vid danska flottan. 
Mansa ägnade stor uppmärksamhet åt studiet av Danmarks sanitära förhållanden i äldre tider samt författade bland annat Pesten i Kjøbenhavn 1711 (1842; 2:a upplagan 1854) och Bidrag til folkesygdommenes og sundhedsplejens historie i Danmark (1873).

## Utmärkelser
- Riddare av Dannebrogorden,  1843[1]
- Dannebrogsmännens hederstecken,  1853[1]
- Kommendör av första graden av Dannebrogorden,  1864[1]

[Redigera Wikidata]